# Macruromys major
Macruromys major — вид гризунів родини мишевих (Muridae). Зустрічається в Західному Папуа, Індонезії та Папуа-Новій Гвінеї.

## Морфологічна характеристика
Це великий гризун з довжиною голови й тулуба від 225 до 263 мм, довжиною хвоста від 314 до 340 мм, довжиною стопи від 52,7 до 60 мм, довжиною вуха від 13 до 19 мм і вагою до 350 грамів. Колір спинних частин сірий, кінчики окремих волосків більш блискучі. Черевні частини білуваті. Лапи довгі й тонкі, темно-коричневого кольору. Руки та пальці білі. Кігті сильно загнуті. Хвіст набагато довший за голову й тулуб, а його кінцеві 2/3 білі.

## Поведінка
Це наземний вид. Часто зустрічається вздовж струмків і річок. Живуть у норах у лісовому підліску. Він може бути нетерпимим до деградації свого середовища проживання.